# Dalbergia humbertii
Dalbergia humbertii är en ärtväxtart som beskrevs av René Viguier. Dalbergia humbertii ingår i släktet Dalbergia, och familjen ärtväxter. IUCN kategoriserar arten globalt som starkt hotad. Inga underarter finns listade i Catalogue of Life.